# Decet quam maxime
Decet quam maxime je první encyklika papeže Klementa XIV. vyhlášená na svatopetrském náměstí v Římě 12. září 1769 s doslovným podtitulem O zneužívání daní a poplatků. Papež zde odsuzuje nárůst daní a poplatků pro světskou i církevní moc, dále jejich zneužívání biskupy a pod hrozbou suspendování vyzývá k navrácení zneužitých dávek.